# Hiatomyia nyctichroma
Hiatomyia nyctichroma är en tvåvingeart som beskrevs av Hull och Fluke 1950. Hiatomyia nyctichroma ingår i släktet Hiatomyia och familjen blomflugor.
Artens utbredningsområde är Kalifornien. Inga underarter finns listade i Catalogue of Life.